# Kawasaki Versys 650
La Kawasaki Versys 650 è una motocicletta della casa motociclistica giapponese Kawasaki prodotta dal 2006. 
Il suo nome deriva dalla contrazione della frase "VERsatil SYStem", proprio ad indicare la versatilità di utilizzo sia su strada che sugli sterrati. Il design della prima serie è frutto della matita di Shunji Tanaka, designer della Mazda MX-5.

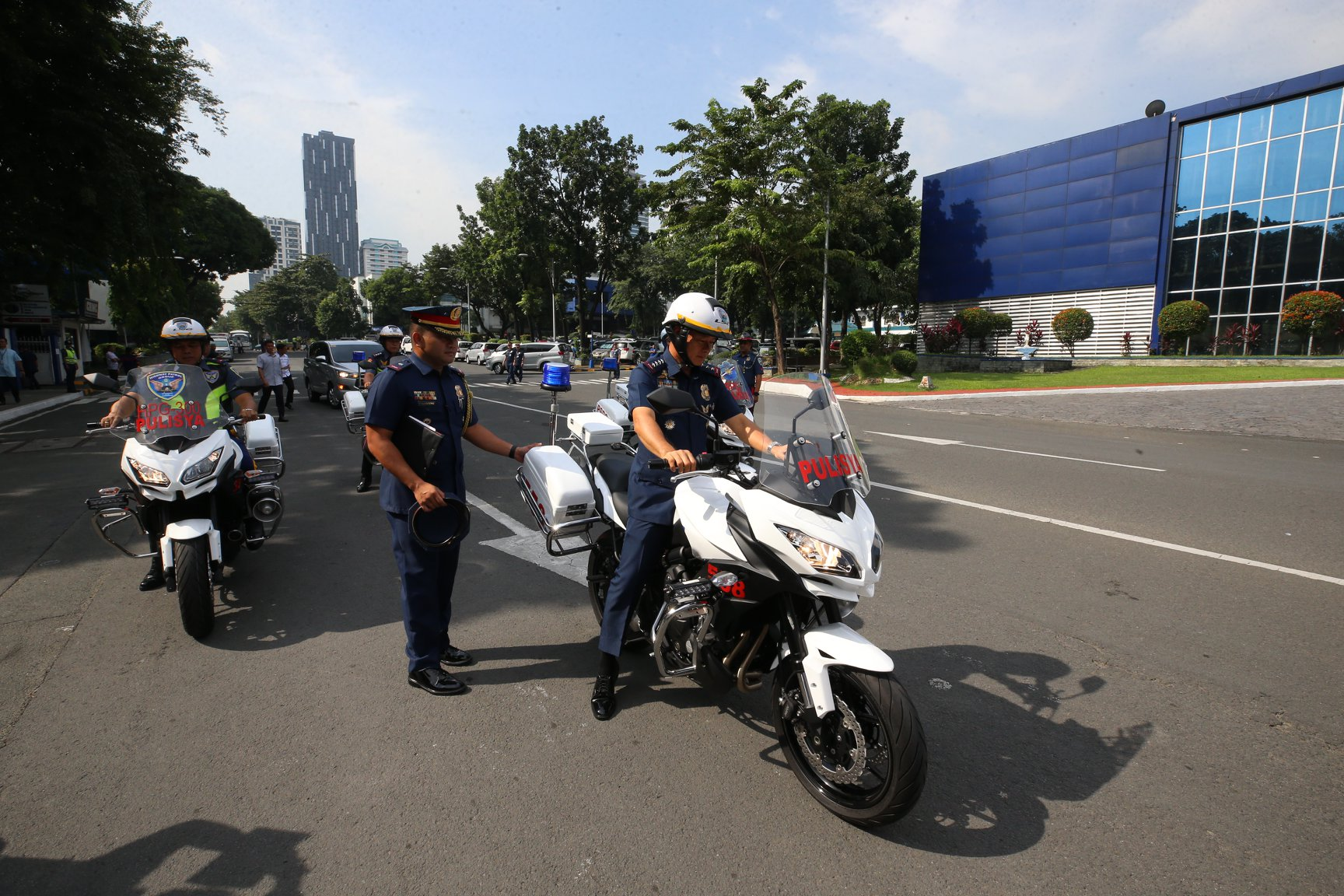
Versys 650 restyling 2015

## Motore
Basata sul progetto della Kawasaki ER-6, ha un motore bicilindrico parallelo a 4 tempi da 650 cm³ raffreddata ad acqua che è stato rivisto per fornire una maggior coppia motrice ai bassi e ai medi regimi, pagando una riduzione del valore di potenza massima. 
Sviluppa, infatti, una potenza di 47 Kw/64 CV a 8.000 giri, cioè 6 kW/8 CV in meno del motore dell'ER-6.
Per quanto riguarda le normative anti-inquinamento, la Versys è omologata Euro 3. Sul mercato si confronta principalmente con i modelli presentati dalle altre case motociclistiche giapponesi come la Suzuki DL 650 V-Strom, la Honda Transalp e la Yamaha Tracer 700.

## Aggiornamento 2022
Nel 2022 ha ricevuto un importante aggiornamento con nuova strumentazione con display TFT a colori e connessione Bluetooth, illuminazione a LED, un sistema di controllo della trazione a 2 livelli e un parabrezza regolabile manualmente.